# مقاطعة كومينغ (نبراسكا)
مقاطعة كومينغ (بالإنجليزية: Cuming County)‏ هي إحدى مقاطعات ولاية نبراسكا في الولايات المتحدة الأمريكية.